# 블라디미르 코르닐로프
블라디미르 알렉세예비치 코르닐로프(러시아어: Влади́мир Алексе́евич Корни́лов; 1806년 2월 13일 – 1854년 10월 17일)는 크림 전쟁에 참전한 러시아 해군 장교로, 증기선 간의 첫 전투로 여겨지는 페르바즈-이 바흐리와의 전투로 알려져 있다.

## 전기

### 초기 생애와 경력
코르닐로프는 1806년 트베리현 스타리츠키 구에 있는 가족 영지에서 태어났다. 그의 아버지는 이르쿠츠크의 지사였다. 코르닐로프는 1823년에 해군에 입대했고, 1827년에는 함대의 기함인 Azov에 승선한 사관생도로 나바리노 해전에 참전했다.

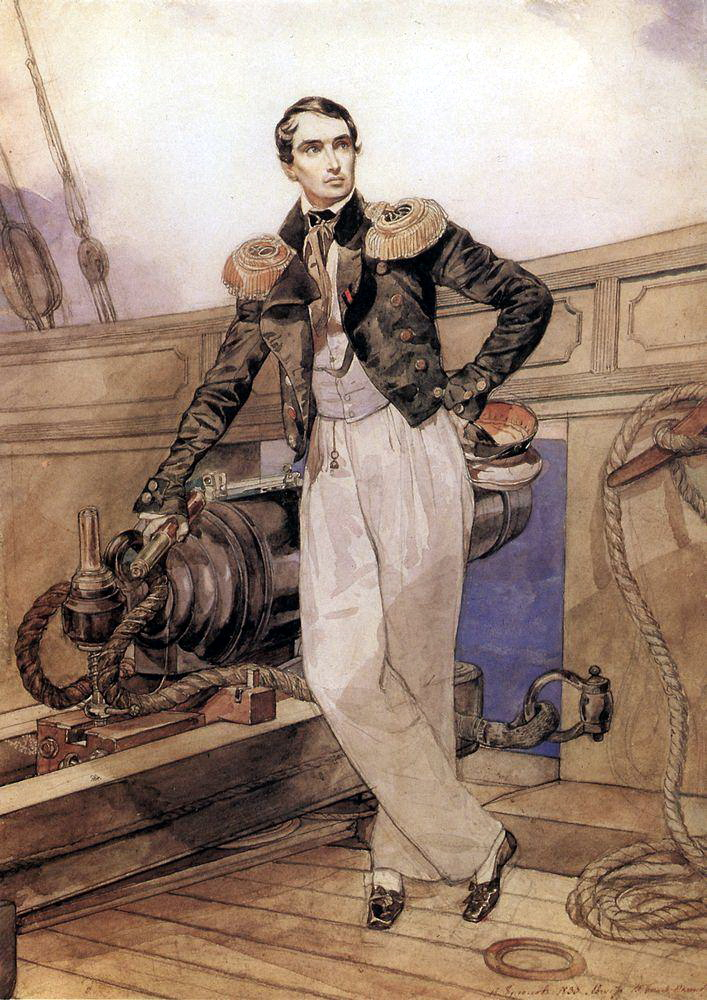
카를 브률로프가 1835년 브리그 테미스토클레스호에 승선해 그린 블라디미르 알렉세예비치 코르닐로프의 초상화. 종이, 수채화, 연필, 바니시. 40.4 x 28.9 cm. 러시아 상트페테르부르크 국립 러시아 박물관. 브리그 테미스토클레스호 함장 V. A. 코르닐로프의 초상화는 그리스와 튀르키예 원정 중 그려졌다. 아테네, 1835년

1841년에 그는 전함 열두 사도호의 첫 함장이 되었으며, 승무원들을 훈련시키고 대공 콘스탄틴 니콜라예비치 대공 앞에서 흑해 함대 사열(7년마다 개최)에 참여했다. 1847년에는 새로운 증기 프리깃을 구매하기 위해 런던으로 항해했다. 1849년에는 흑해 함대의 참모장이 되었다.

### 크림 전쟁

#### 페르바즈-이 바흐리호와의 전투
러시아 흑해 함대는 두 개의 편대로 나뉘었다. 하나는 코르닐로프에게, 다른 하나는 파벨 나히모프에게 할당되었다. 알렉산드르 세르게예비치 멘시코프는 코르닐로프에게 오스만 함선을 공격하라고 지시했다. 그는 흑해를 순찰했다. 이 순찰 후 그는 대부분의 편대를 세바스토폴로 돌려보냈다. 자신은 블라디미르호에 머물렀다.
1853년 11월 17일, 11문 증기 프리깃 블라디미르호(그레고리 I. 부타코프 소령 지휘)에 그의 깃발을 게양한 채, 19문 터키 함선인 페르바즈-이 바흐리호를 펜데라클리 근처를 항해하던 중 만났다. 코르닐로프는 적과 교전하라는 명령을 내렸고 블라디미르호는 페르바즈-바흐리호와 전투에 돌입했다. 오스만 함선은 함수와 함미에 포병이 없었으므로, 측면 포병을 사용할 때마다 부타코프는 함미를 공격하기 위해 기동했다. 전투가 너무 길어지고 있다고 판단한 코르닐로프는 적을 빨리 침몰시키라는 명령을 내렸다. 부타코프 함장은 배를 가속하고 적에게 100 미터 (330 ft)까지 접근하여 모든 측면 포에서 철갑탄을 발사하도록 명령했다. 페르바즈-바흐리호는 3시간 동안의 전투에서 막대한 사상자를 냈고 깃발을 내렸다. 이 함선은 세바스토폴로 운송되어 코르닐로프호로 러시아 해군에 취역되었다. 이 전투의 결과 사령관 사이드 파샤를 포함한 22명의 오스만 해군이 사망하고 18명이 부상을 입었다. 한편, 러시아군은 2명이 사망하고 2명이 부상을 입었다.

#### 전쟁의 나머지 부분
페르바즈-바흐리호와의 전투 이후 코르닐로프는 나히모프의 편대 증원군으로 파견되었다. 코르닐로프는 시노프 해전 막바지에 도착하여 오스만 프리깃 타이프호가 이스탄불로 떠난 후 추격했다. 그러나 프리깃함은 도망쳤다.

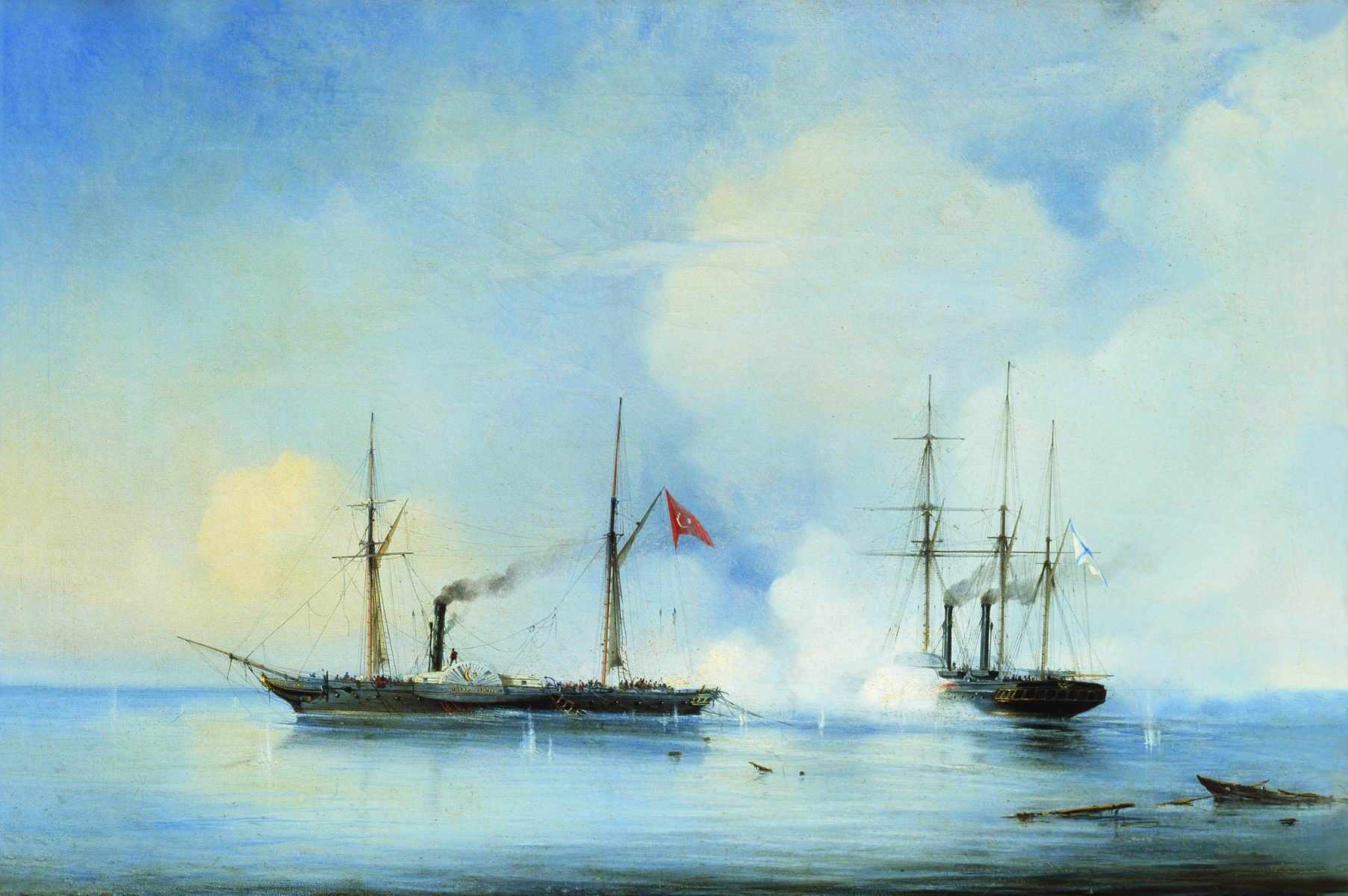
러시아 증기 프리깃 Vladimir (ship, 1848)와 1853년 11월 5일 오스만-이집트 증기선 페르바즈-이 바흐리호 간의 전투 – 역사상 최초의 증기선 간 전투, 알렉세이 보고류보프 작

크림 전쟁 중 코르닐로프는 세바스토폴 방어를 담당했다. 그는 공방전 초기에 전사했으며 제독 묘지에 묻혔다.

## 유산
1890년대에 파벨 나히모프와 함께 코르닐로프의 동상이 세바스토폴에 세워졌다. 블라디미르 알렉세예비치를 포함한 크림 전쟁 시대 러시아 제독 및 선원들을 묘사한 흉상이 2008년 보수 공사 후 세바스토폴 공원에 세워졌다.

## 같이 보기
- 파벨 나히모프
- 블라디미르 이스토민
- 미하일 라자레프